# Prvenstvo Šibenskog nogometnog podsaveza 1966./67.
Prvenstvo Šibenskog nogometnog podsaveza za 1966./67. je bila liga 4. stupnja nogometnog prvenstva Jugoslavije. 
 Sudjelovalo je 8 klubova, a prvak je bio "Rudar" iz Siverića. 

## Ljestvica
| mj. | klub                      | ut. | pob. | ner. | por. | gol+ | gol- | bod |
| --- | ------------------------- | --- | ---- | ---- | ---- | ---- | ---- | --- |
| 1.  | Rudar Siverić             | 14  |      |      |      |      |      | 25  |
| 2.  | Metalac Šibenik           | 14  |      |      |      |      |      | 23  |
| 3.  | Aluminij Lozovac          | 14  |      |      |      |      |      | 19  |
| 4.  | SOŠK Skradin              | 14  |      |      |      |      |      | 11  |
| 5.  | Mladost Tribunj           | 14  |      |      |      |      |      | 9   |
| 6.  | Biograd (Biograd na Moru) | 14  |      |      |      |      |      | 8   |
| 7.  | Kolektivac Šibenik        | 14  |      |      |      |      |      | 7   |
| 8.  | Požar Skradinsko Polje    | 14  |      |      |      |      |      | 4   |

## Rezultatska križaljka
| kratica | klub                      | ALU | BIO | KOL | MET | MLA   | POŽ   | RUD   | SOŠK     |
| --- | ------------------------- | --- | --- | --- | --- | ----- | ----- | ----- | -------- |
| ALU | Aluminij Lozovac          |     |     | 7:0 | 1:2 | 2:1 p |       |       | 3:0      |
| BIO | Biograd (Biograd na Moru) |     |     | 2:2 | 0:2 |       |       | 2:0   |          |
| KOL | Kolektivac Šibenik        |     |     |     |     |       |       | 0:3   |          |
| MET | Metalac Šibenik           |     |     |     |     |       | 6:0   |       | 3:0 p.f. |
| MLA | Mladost Tribunj           |     | 5:3 |     |     |       | 0:0   | 0:2 p |          |
| POŽ | Požar Skradinsko Polje    |     |     |     |     |       |       | 3:5   |          |
| RUD | Rudar Siverić             |     |     |     |     |       |       |       |          |
| SOŠK | SOŠK Skradin              |     |     |     |     |       | 3:1 p |       |          |
| |                           |     |     |     |     |       |       |       |          |
| podebljan rezultat - utakmice od 1. do 7. kola (1. utakmica između klubova) rezultat normalne debljine - utakmice od 8. do 14. kola (2. utakmica između klubova) rezultat nakošen - nije vidljiv redoslijed odigravanja međusobnih utakmica iz dostupnih izvora rezultat nakošen i smanjen * - iz dostupnih izvora nije uočljiv domaćin susreta prekrižen rezultat - poništena ili brisana utakmica p - utakmica prekinuta 3:0 p.f. / 0:3 p.f. - rezultat 3:0 bez borbe |                           |     |     |     |     |       |       |       |          |

 Izvori: 

## Poveznice
- Dalmatinska nogometna zona 1966./67.